# Tiarella trifoliata
Tiarella trifoliata är en stenbräckeväxtart som beskrevs av Carl von Linné. Tiarella trifoliata ingår i släktet spetsmössor, och familjen stenbräckeväxter.

## Underarter
Arten delas in i följande underarter:
- T. t. laciniata
- T. t. unifoliata

## Bildgalleri

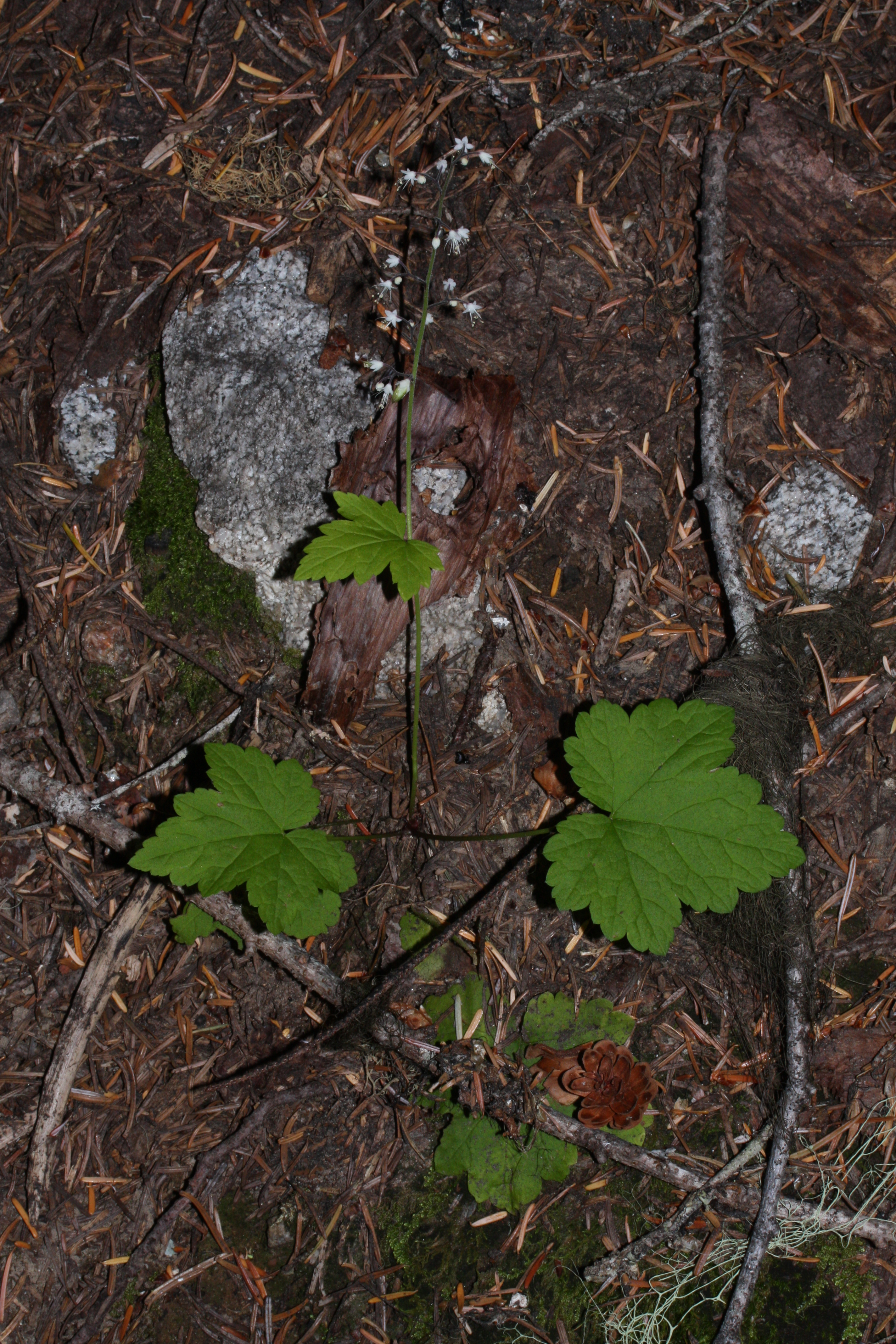
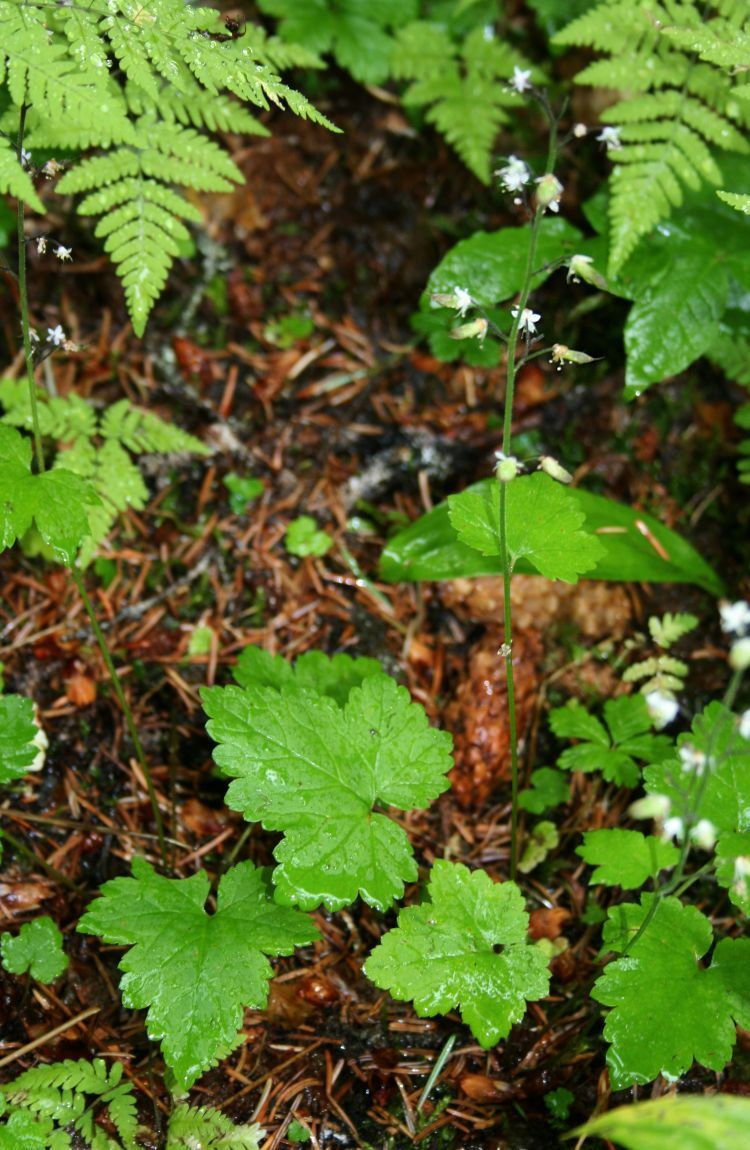
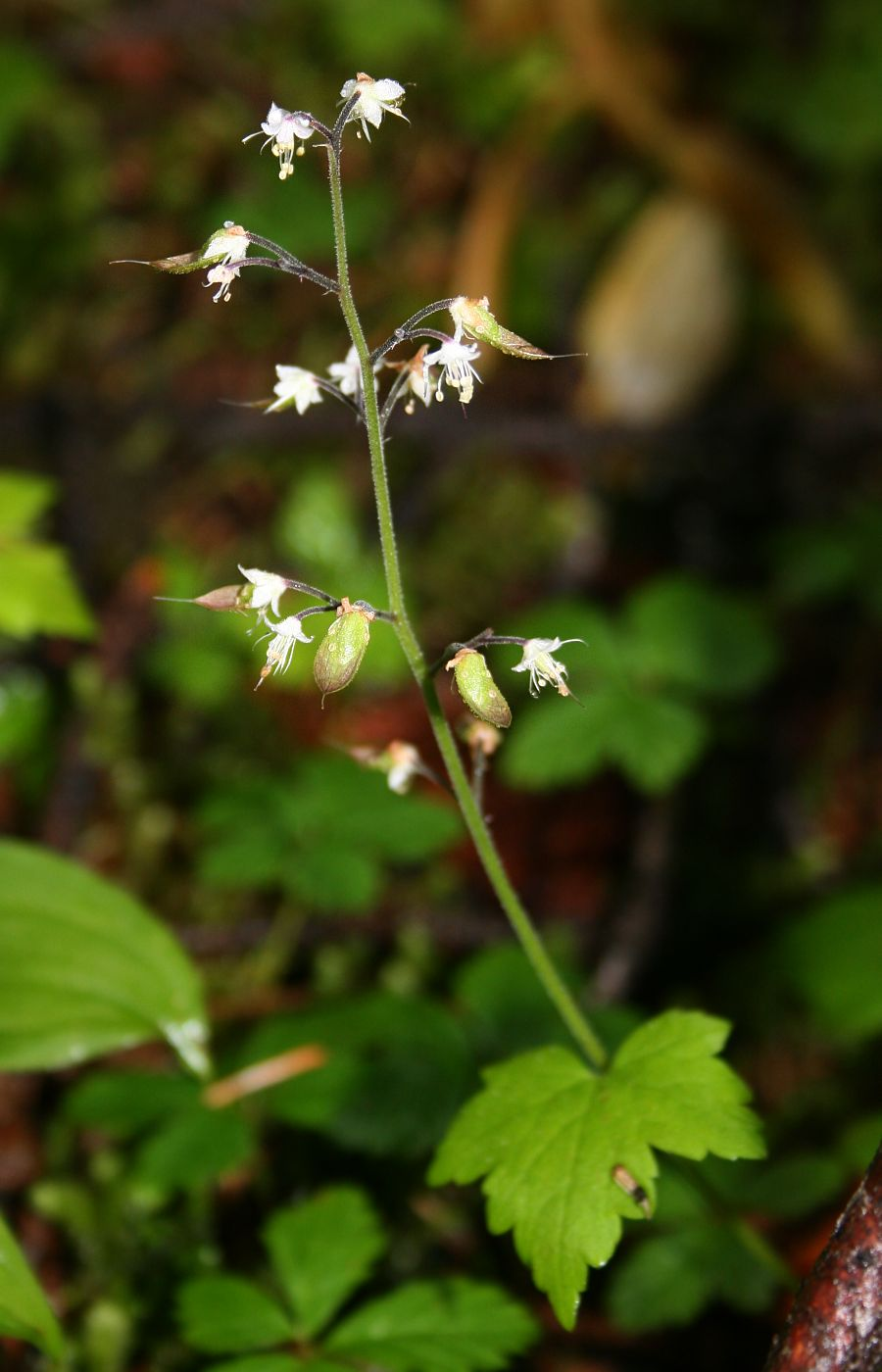
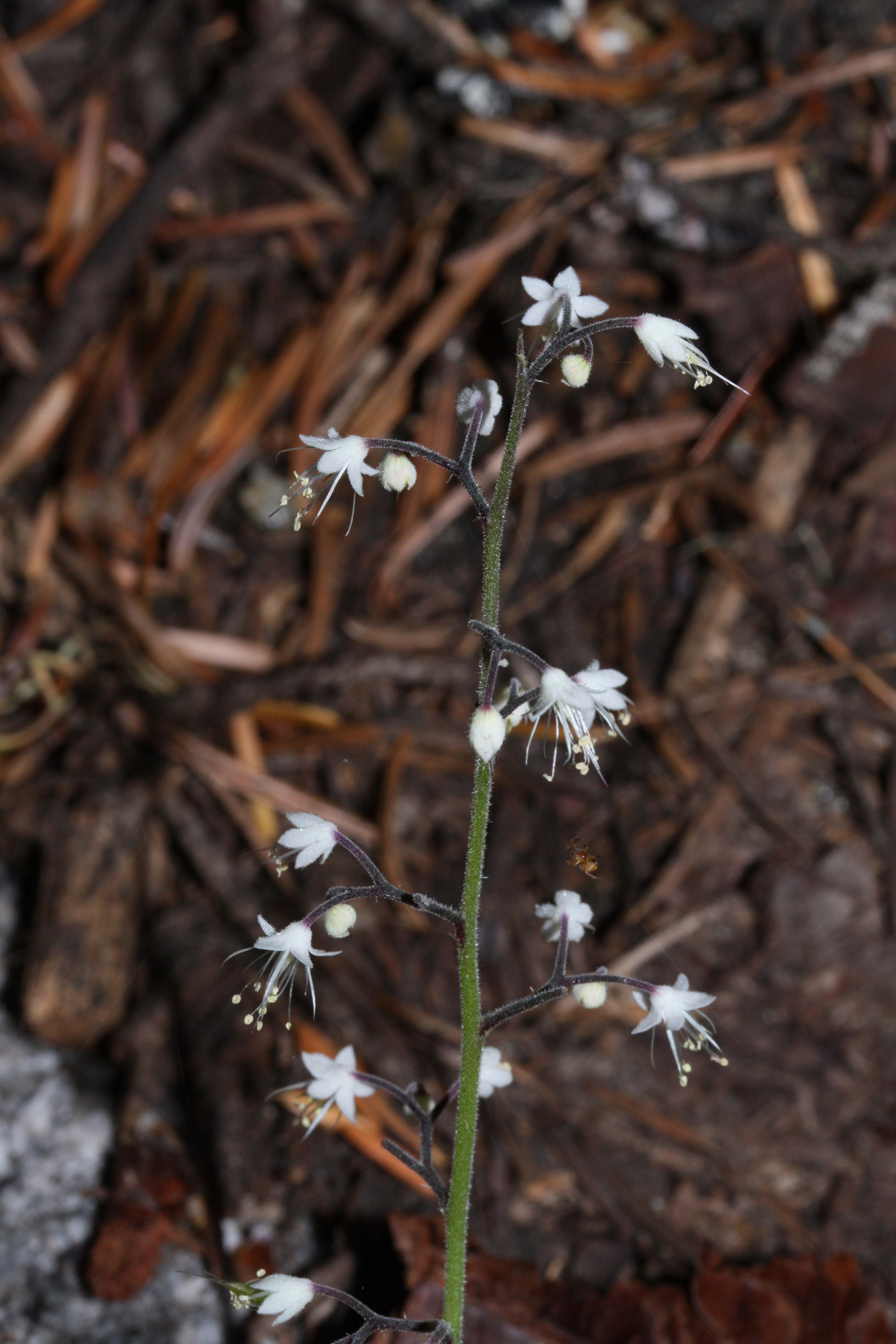
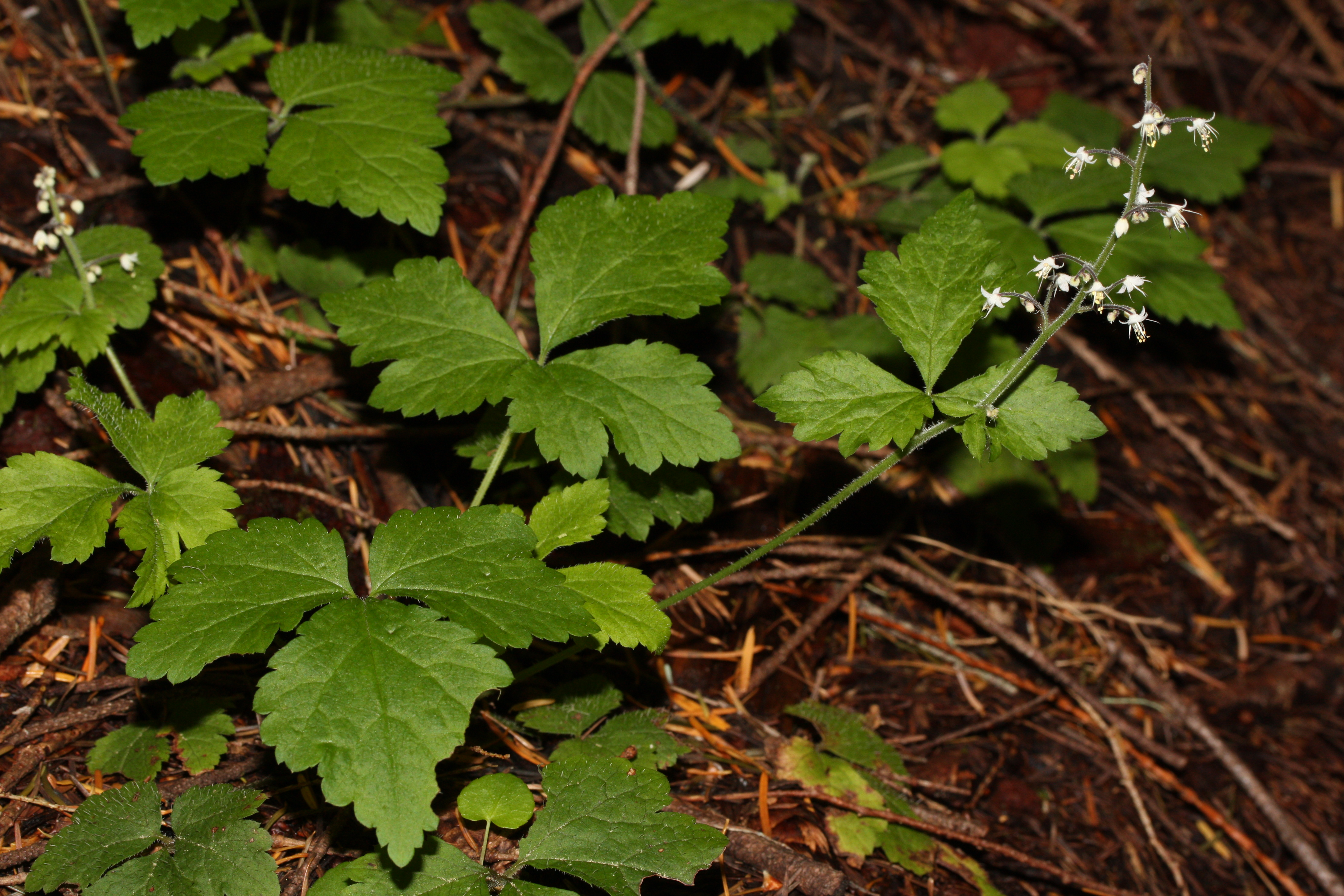
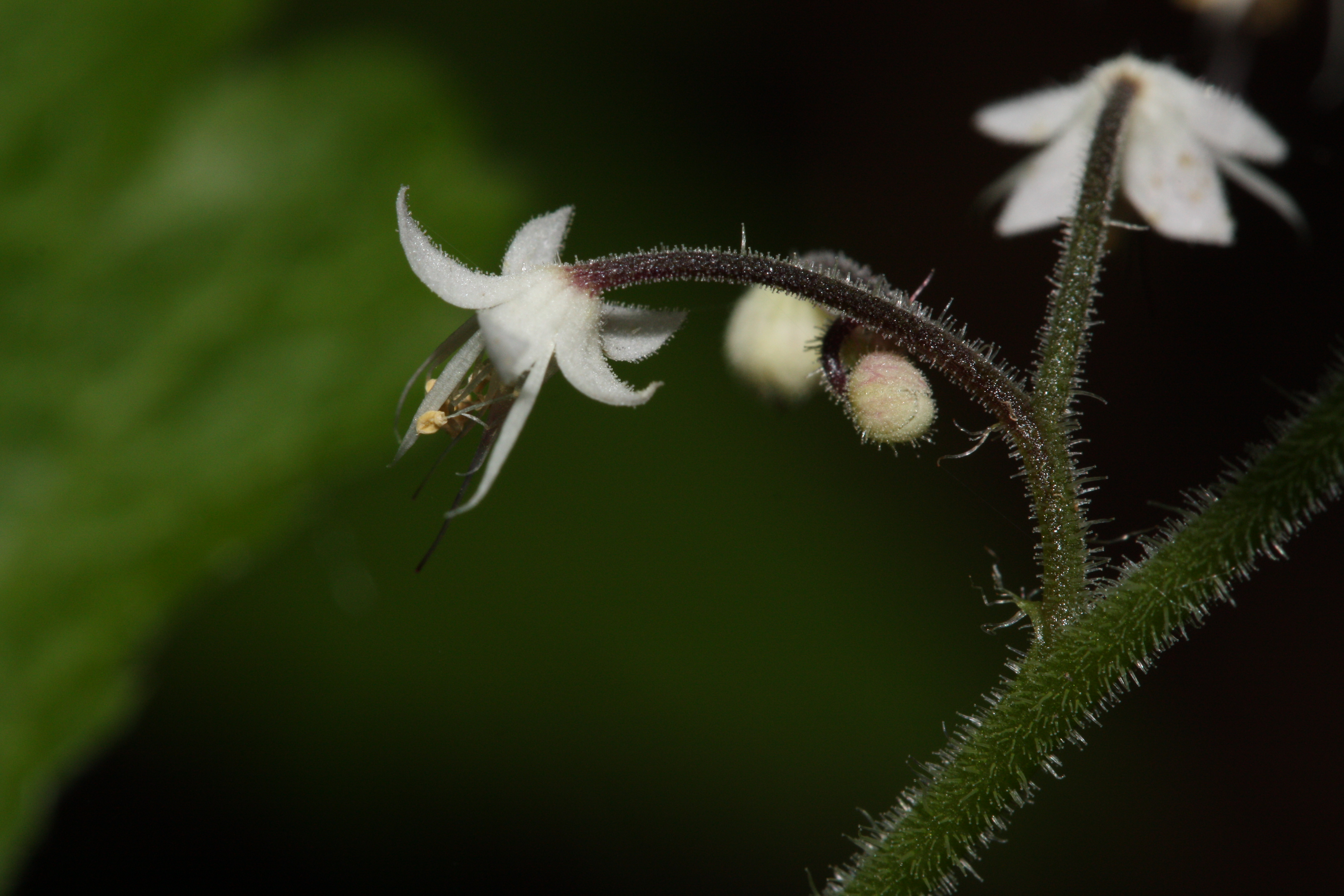